# Joseph Adolf Thas
Joseph Adolf Thas (Dilbeek, 13 de outubro de 1944) é um matemático belga. Trabalha com combinatória e suas aplicações na geometria.
Thas obteve um doutorado em 1969 na Universidade de Gante, orientado por Julien Bilo, com a tese Een studie betreffende de projectieve rechte over de totale matrix algebra der 3x3-matrices met elementen in een algebraisch afgesloten veld K.
Foi palestrante convidado do Congresso Internacional de Matemáticos em Berlim (1998, Finite geometries, varieties and codes).

## Obras
- com K. Thas, H. Van Maldeghem Translation generalized quadrangles, World Scientific 2006
- com Stanley E. Payne Finite generalized quadrangles, Pitman 1984, 2.ª Edição, European Mathematical Society 2009
- com J. W. P. Hirschfeld General Galois Geometries, Oxford University Press 1991
- Projective geometry over a finite field und Generalized Polygons in F. Buekenhout Handbook of incidence geometry, North Holland 1995
- com J. Bilo Enkele aspecten van de theorie der axiomatische projectieve vlakken, Simon Stevin, Supplement, Volume 55, 1981